# 在サンパウロ日本国総領事館
在サンパウロ日本国総領事館（ポルトガル語: Consulado Geral do Japão em São Paulo、英語: Consulate-General of Japan in São Paulo）は、ブラジル最大の都市サンパウロに設置されている日本の総領事館である。
2018年10月1日時点で管轄区域内の在留邦人数は3万7787人となっており、これは在外公館別で第7位、南米では最大規模である。

## 沿革
- 1913年5月、在ブラジル日本帝国大使館一等書記官の松村貞雄が初代サンパウロ総領事を拝命し、総領事館開設よりも先に、既に1万人規模に膨れ上がっていた日系移民一世の地位向上に奔走する[2]
- 1914年8月2日、在リオデジャネイロ日本帝国総領事館所轄の在サンパウロ出張事務所を設置する形でサンパウロ市内での領事業務が開始される[2]
- 1915年7月14日、在サンパウロ日本帝国総領事館が正式に開設され、総領事を拝命してから既にブラジル在勤3年目に突入していた松村総領事が初代館長に就任する[2]
- 1915年8月3日、それまで日系移民が耕作地を所有しておらず小作人としての地位に留まっていた事実を憂慮した松村総領事が、現地で耕作経験のある平野運平を招き、既にブラジル人地主から購入していた未開拓の土地ノロエステ（現・サンパウロ州カフェランジア市トレスバラス地区）を開墾することで日系移民に農地を所有させるという計画を実行する[3][2]
- 1942年1月19日、大日本帝国とブラジルの国交が断絶され、在サンパウロ日本帝国総領事館を含む在ブラジル日本公館が閉鎖される[4]
- 1945年6月6日、ブラジルが大日本帝国に宣戦布告する[4]
- 1945年8月15日、第二次世界大戦の敗戦により大日本帝国が崩壊[5]
- 1952年4月28日、サンフランシスコ平和条約の発効により日本国が独立、ブラジルも同条約締結国のうちの一国[6]
- 在サンパウロ日本国総領事館として再開される

## 所在地
Avenida Paulista, 854, 3º andar, CEP 01310-913 São Paulo - SP - Brasil

## 管轄地域
サンパウロ州、マットグロッソ州、マットグロッソ・ド・スル州及び三角ミナス地域（ミナスジェライス州西部）を管轄。

## 著名な在勤者
- 鈴木望 - 元衆議院議員、元磐田市長
- 伊藤雅治 - 元厚生労働省医政局長、元全国社会保険協会連合会理事長